# Le Castor astral
Pour les articles homonymes, voir Castor.
 (mars 2021).
Le Castor astral est une maison d'édition française indépendante.
Fondée en 1975 par Jean-Yves Reuzeau, Chantal Chomette, Cat Dussillols et Marc Torralba, la maison concentre ses activités sur la musique, la littérature, la poésie et les essais.
Le nom Castor astral a été imaginé par Jean-Yves Reuzeau et Marc Torralba, alors étudiants bordelais, alors qu'ils survolaient le Québec en avion.

## Auteurs
La maison publie aussi bien des textes d'auteurs du milieu du XXe siècle, comme Emmanuel Bove, Michel Fardoulis-Lagrange ou René Guy Cadou que des auteurs contemporains comme Alain Absire, André-Marcel Adamek, Marc Alyn, Franck Balandier, Daniel Biga, Philippe Blasband, Roland Brasseur, Mathieu Brosseau, Tom Buron, Francis Dannemark, Guy Darol, Patrice Delbourg, André Grall Philippe Lacoche, Bernard Morlino, Michel Ohl, Nohad Salameh, Lambert Schlechter, Hervé Le Tellier, Melanie Leblanc, François Tétreau, Tomas Tranströmer (prix Nobel de littérature 2011), Ying Luo, Régine Vandamme, Miriam Van hee, Cécile Coulon et le groupe Oulipo.
En 2011, lorsque Tomas Tranströmer reçoit le prix Nobel de littérature, Le Castor astral est l'éditeur chez qui le poète suédois a publié l'intégralité de ses ouvrages traduits en français.

## Publications
La collection « Curiosa & Cætera », dirigée par Éric Poindron, édite ou réédite des livres rares ou insolites.
- Petite encyclopédie du cannabis, de Nicolas Millet, 2010.
- Le Paradisier, roman flottant, de Frédéric Clément, 2010.
- Brefs, de Georges Kolebka, 2011.
- Au Château de l'étrange, de Claude Seignolle, préface d'Éric Poindron, 2011.
- Valpéri, Mémoires d'un gentilhomme du siècle dernier, de Paul de Molènes, préface de Norbert Gaulard, 2011.
- De l'égarement à travers les livres, d'Éric Poindron, 2011.
- Paris Macabre, Histoires étranges & merveilleuses, de Rodolphe Trouilleux, 2012.
- Petits et Méchants, de Jean-Pierre Cagnat. Prix de l'Humour noir Grandville, 2012.
- Vents contraires : le livre collectif du Théâtre du Rond-Point, de Collectif, sous la direction de Jean-Daniel Magnin et Jean-Michel Ribes, 2012.
- Le Fracas des nuages, de Lambert Schlechter, 2013.
- Paris Fantastique, Histoires bizarres & incroyables, de Rodolphe Trouilleux, 2014.
- La chambre turque, de Sapho, 2014
- 76 clochards célestes ou presque, de Thomas Vinau, 2016